# Dichoteleas fuscus
Dichoteleas fuscus (лат.) — вид наездников рода Dichoteleas из подсемейства Scelioninae (Scelionidae). Папуа — Новая Гвинея, Австралия (Квинсленд). Эпитет fuscus происходит от латинского слова, обозначающего темный цвет мезосомы (по сравнению со сходным D. fulgidus).

## Описание
Мелкие наездники-сцелиониды, длина около 3 мм. Мезоскутум морщинистый, переднеспинка чёрная до темно-коричневой; на лбу имеются субмедианные кили. Этот вид можно определить по наличию дорсального медианного киля на тергитах Т1—Т4 метасомы, а от D. subcoeruleus и D. fulgidus его можно отличить по грубоватой скульптуре мезоскутума. Усики 12-члениковые. Число максиллярных пальпомеров: 4. Форма максиллярных пальпомеров: удлинённая цилиндрическая. Число лабиальных пальпомеров: 2. На средних и задних голенях по одной шпоре, есть латеральные шипы на мезоскутеллуме и медиальный шип на метаскутеллуме.